# 波蘭駐德國大使館
波蘭駐德國大使館是波兰共和国派驻德意志联邦共和国的外交代表機構。目前使用的建筑（前波兰军事代表團）位于柏林格鲁内瓦尔德区（Grunewald）。1994年以前，柏林大使馆设于菩提树下大街70–72号。
作为瓜分波兰的结果，波兰在1795年至1918年之间没有主权，因此没有外交使团。第一次世界大战末期，参与瓜分波兰的三个帝国均告崩溃，根据凡尔赛条约波兰恢复主权，波兰第二共和国向柏林派驻了使馆，设于舍嫩贝格区的Kurfürstenstraße 136号，领事馆设于137号。波兰在1939年战败而成立波兰总督府，领土被德意志帝国和苏联瓜分，驻德国使馆遭没收。第二次世界大战结束后，波兰在柏林设立军事使团，位於格鲁内瓦尔德区 Lassenstraße 19–21号。1949年10月，东德总理奥托·格罗提渥与波兰建交。1967年使馆迁入菩提树下大街70–72号。
随着德国统一和波兰第三共和国成立，以及德国政府从波恩搬到柏林，波兰政府将使馆从科隆迁往柏林，并计划在菩提树下大街70-72号建造新使馆建筑。从1994年临时使馆设在格鲁内瓦尔德前军事代表团團址。2012年11月，波兰政府确定兴建柏林大使馆新楼，计划在2016年完成。